# Malo Orašje
Malo Orašje (em cirílico: Мало Орашје) é uma vila da Sérvia localizada no município de Smederevo, pertencente ao distrito de Podunavlje, na região de Podunavlje. A sua população era de 982 habitantes segundo o censo de 2011.

## Demografia
| 1948 | 1953 | 1961 | 1971 | 1981 | 1991 | 2002 | 2011 |
| ---- | ---- | ---- | ---- | ---- | ---- | ---- | ---- |
| 1698 | 1769 | 1691 | 1495 | 1372 | 1271 | 1139 | 982  |